# Choteč (kraj hradecki)
Choteč – gmina w Czechach, w powiecie Jiczyn, w kraju hradeckim. Według danych z dnia 1 stycznia 2014 liczyła 204 mieszkańców.